# Ficus gilapong
Ficus gilapong är en mullbärsväxtart som beskrevs av Friedrich Anton Wilhelm Miquel. Ficus gilapong ingår i släktet fikonsläktet, och familjen mullbärsväxter. Inga underarter finns listade i Catalogue of Life.